# Хайнрих III (Насау-Байлщайн)
Вижте пояснителната страница за други личности с името Хайнрих III.
Хайнрих III фон Насау-Байлщайн (на немски: Heinrich III von Nassau-Beilstein; * пр. 1418; † 12 септември 1477) е духовник и от 1425 г. до смъртта си сърегент, граф на Насау-Байлщайн.

## Живот
Той е третият син на граф Хайнрих II фон Насау-Байлщайн (1374 – 1412) и Катарина фон Рандероде. 
Хайнрих първо е каноник в Лиеж, Кьолн и други. След смъртта на баща му графството Насау-Байлщайн се управлява от 1413 г. от най-големия му брат Йохан I († пр. 1473). През 1425 г. графството отново се разделя. Йохан запазва замък Байлщайн и две трети от графството. Хайнрих получава замък Либеншайд и една трета от графството. Третият брат Вилхелм, каноник в Майнц, се отказва от част.
Хайнрих оставя управлението на брат му Йохан и през 1426 г. безуспешно кандидатства за епископ на Мюнстер.
Хайнрих умира през 1477 г. и е погребан в капелата „Св. Барбара“ на Св. Касиус в Бон. Със завещанието му от 1471 г. той поставя за свой универсален наследник своя племенник Хайнрих IV фон Насау-Байлщайн.